# Myosotis pottsiana
Myosotis pottsiana är en strävbladig växtart som först beskrevs av Lucy Beatrice Moore, och fick sitt nu gällande namn av Meudt, Prebble, R.J.Stanley och Thorsen. Myosotis pottsiana ingår i släktet förgätmigejer, och familjen strävbladiga växter. Inga underarter finns listade i Catalogue of Life.